# 王鉉 (弘治進士)
王鉉（1468年—？），字伯舉，山東登州府黃縣民籍，遼東定遼左衛人，明朝政治人物。

## 生平
弘治八年（1495年）乙卯科山東鄉試第十一名舉人。弘治十五年（1502年）中式壬戌科會試第一百十五名，三甲第一百一十三名進士。

## 家族
曾祖王伯成；祖父王海；父王寧，監生。母邢氏；繼母邊氏。慈侍下。